# Yao Fei-la
Yao Fei-la (xinès simplificat: 姚非拉, pinyin: Yáo Fēi Lā; Wuhan, Hubei, 14 de maig del 1974) és un dibuixant de còmic xinés.
Nascut en una família provinent de Guanzhong, va ser un bon estudiant d'informàtica, però a mitjans de la dècada del 1990 comença a publicar manhua a revistes locals, com Huashu Dawang i Beijing Katong. Va ser un dels primers autors de xin manhua, fortament influenciats pel manga japonés.
A Beijing Katong s'estrena el 1995 la sèrie Meng Liren, que pel seu èxit va esdevenir la primera sèrie de manhua en ser adaptada a la televisió.
Actualment treballa a Hangzhou, on ha creat un dels primers estudis de manhua del país, Xiatian Dao, per on han passat artistes com Xia Da.